# Paní Wang (Wan-li)
Paní Wang (čínsky pchin-jinem Wáng, znaky 王; 27. února 1565 – 18. října 1611), posmrtným jménem císařovna Siao-ťing (čínsky v českém přepisu Siao-ťing chuang-chou, pchin-jinem Xiàojìng huánghòu, znaky 孝靖皇后), byla jedna z konkubín Wan-liho, císaře čínské říše Ming, a matka císaře Tchaj-čchanga.

## Život
Paní Wang se narodila roku 1565. Od roku 1578 byla služebnou (宮人, kung-žen) v domácnosti císařovny vdovy Li, matky Wan-liho, císaře čínské říše Ming. Koncem roku 1581 císaře při jedné z jeho návštěv matky mladá služebná zaujala a záhy s panovníkem otěhotněla. Wan-li nechtěl s dítětem nic mít, ale matka ho přiměla k uznání otcovství s pomocí záznamů o jeho návštěvách a zařídila její povýšení mezi panovníkovy konkubíny s titulem kung-fej (恭妃, „uctivá dáma“). V srpnu 1582 se paní Wang narodil syn Ču Čchang-luo, císařův první. Roku 1584 Wan-limu porodila dceru Ču Süan-jüan. Wan-liho zájem o paní Wang rychle upadl s tím, jak si jeho trvalou oblibu a důvěru získala jiná konkubína, paní Čeng, která mu roku 1586 také dala syna, Ču Čchang-süna.
Paní Wang žila v Zakázaném městě v ústraní a izolaci, opomíjená císařem. I její syn ji mohl navštěvovat jen zřídka. Přestože císařův nejstarší, dlouho nebyl jmenován následníkem trůnu, protože Wan-li a paní Čeng preferovali Ču Čchang-süna, zatímco úředníci ve vládě i císařova matka prosazovali jmenování Ču Čchang-luoa. Následníkem se Ču Čchang-luo stal po dlouhotrvajících sporech a diskuzích až roku 1601. Ještě o pět let později, roku 1606 po narození prvního Ču Čchang-luova syna (pozdějšího císaře Tchien-čchiho), obdržela paní Wang titul císařská urozená dáma (chuang-kuej-fej), jak bylo přiměřené pro matku následníka.
Zemřela roku 1611. Pohřbena byla na hoře Tchien-šou. Její syn nastoupil na trůn roku 1620, zemřel však po měsíci panování. Její vnuk Tchien-čchi ji po nástupu vlády udělil posmrtné jméno císařovna Siao-ťing (孝靖太后, Siao-ťing chuang-chou) a znovu pohřbil ve Wan-liho mauzoleu Ting-ling v areálu císařských hrobek dynastie Ming u Pekingu.